# New Style Boutique
New Style Boutique, conosciuto nell'America del Nord con il titolo Style Savvy: Trendsetters ed in Giappone con il titolo Wagamama Fashion: GirlsMode - Yokubari Sengen! (?), è un videogioco di moda sviluppato da syn Sophia e pubblicato dalla Nintendo. È stato pubblicato per Nintendo 3DS il 27 settembre 2012 in Giappone, il 22 ottobre 2012 in America Settentrionale ed il 16 novembre 2012 in Europa. Il videogioco è il sequel di Style Boutique.